# Réserve naturelle régionale des coteaux du Chemin des Dames
La réserve naturelle régionale des coteaux du Chemin des Dames (RNR305) est une réserve naturelle régionale située dans les Hauts-de-France. Classée en 2015, elle occupe une surface de 47,59 hectares.

## Localisation

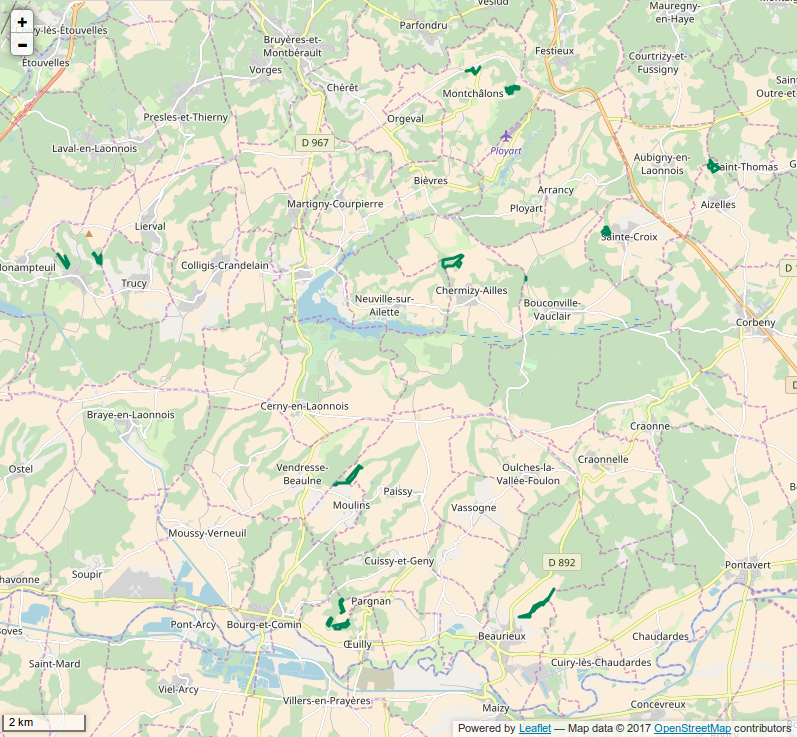
Périmètre de la réserve naturelle.

Le territoire de la réserve naturelle est dans le département de l'Aisne. Il est composé d'un ensemble de sites sur les communes d'Aizelles, Chermizy-Ailles, Chevregny, Montchâlons, Moulins, Neuville-sur-Ailette, Œuilly, Paissy et Sainte-Croix.

## Administration, plan de gestion, règlement

### Outils et statut juridique
La réserve naturelle a été créée par une délibération du Conseil régional du 13 novembre 2015.